# Орден Царицы Савской
Орден Царицы Шебы (или Наивозвышенный орден Царицы Савской) — государственная награда императорской Эфиопии.

## История
Орден Царицы Шебы был учрежден императрицей Заудиту в 1922 году в честь легендарной правительницы аравийского царства Саба (Шеба), чей визит в Иерусалим к израильскому царю Соломону описан в Библии. Регулярное вручение ордена начинается с 1930 г. при императоре Хайле Селассие I. Вначале орден предназначался для дам королевской крови, но начиная с 1950 г. жалуется главам государств и выдающимся иностранцам мужского пола.
Известно, что им были награждены: герцог Филипп Эдинбургский, президент Франции Шарль де Голль, президент США Дуайт Эйзенхауэр, император Центрально-Африканской империи Бокасса, королева Греции Фредерика, королева Великобритании Мария, принц Иорданский Мохаммед бин Талал,  принц Нидерландов Бернгард и т.д.  
В 1974 году орден Царицы Савской был упразднён коммунистическими властями, но сохранился как династическая награда Эфиопской императорской династии.

## Степени
При учреждении орден имел пять степеней:
- Большая лента (Большой крест) — знак ордена на широкой плечевой ленте и звезда ордена
- Великий офицер — знак ордена на шейной ленте и звезда ордена
- Командор — знак ордена на шейной ленте
- Офицер — знак ордена на нагрудной ленте
- Кавалер — знак ордена на нагрудной ленте

В особых случаях жаловалась Большая орденская цепь.
В эмиграции орден был реформирован Эфиопским Коронным советом в 1993 году. После реформы фактически присваивается только Большая лента (с цепью или без). 
Получатели ордена Царицы Савской могут использовать в официальном титуловании инициалы ордена GCQS (Grand Cross of the Order of the Queen of Sheba).

## Знаки ордена
Знак ордена представляет собой звезду Давида (два перекрещивающихся треугольника, фиолетовой и зелёной эмали), на которую наложено рельефное изображение Царицы Савской с тремя лучами. Знак при помощи короны крепится к орденской ленте.
Звезда ордена представляет собой знак без эмали в обрамлении.
 Лента ордена глубокого фиолетового цвета с широкими изумрудными полосами по краям.